# Anostracina
Sous-ordre
Les Anostracina sont un sous-ordre des Anostraca, crustacés branchiopodes peuplant les mares temporaires.

## Liste des familles
Selon ITIS (1er janvier 2019) :
- famille des Branchinectidae Daday de Dées, 1910
- famille des Branchipodidae H. Milne Edwards, 1840
- famille des Chirocephalidae Daday de Dées, 1910
- famille des Streptocephalidae Daday de Dées, 1910
- famille des Tanymastigiidae Weekers & al., 2002
- famille des Thamnocephalidae Packard, 1883

## Publication originale
- Weekers, Murugan, Vanfleteren, Belk & Dumont, 2002 : Phylogenetic analysis of anostracans (Branchiopoda: Anostraca) inferred from nuclear 18S ribosomal DNA (18S rDNA) sequences. Molecular Phylogenetics and Evolution, vol. 25, n. 3, pp. 535-544 (introduction) (en).